# Gerd Reinke
Gerd Reinke (* 1941 in Treptow an der Rega) ist ein deutscher Kontrabassspieler und -lehrer. Er hat eine Reihe von Solowerken auf Schallplatte eingespielt. Auf einer Konzertreise nach Israel 1997 mit dem Orchester der Deutschen Oper unterschrieb Reinke eine Rechnung mit dem Namen „Adolf Hitler“, was zu politischem Aufsehen führte und Reinkes Entlassung aus dem Orchester und von seinem Lehrauftrag zur Folge hatte.

## Leben

### Musikalische Laufbahn
Reinke studierte an der Staatlichen Hochschule für Musik in Hamburg und lebt seit 1976 als in Berlin, wo er Mitglied im Orchester der Deutschen Oper und als Kammervirtuose Lehrbeauftragter an der Hochschule für Musik „Hanns Eisler“ war.
Er gab Konzerte in mehreren europäischen Ländern, Amerika und Japan. Er wirkte an zahlreichen Rundfunkproduktionen mit. Unter anderem Rudolf Kelterborn, Harald Genzmer, Bozidar Katuser und Hirotoshi Kihara haben ihm Kompositionen gewidmet.

### Zwischenfall in Tel-Aviv
Reinke war mit dem Orchester der Deutschen Oper im Mai 1997 zu einem zweiwöchigen Gastspiel nach Tel Aviv gereist, bei dem gemeinsam mit dem Ensemble der New Israeli Opera an zehn Abenden die Opern Die Zauberflöte und Un ballo in maschera aufgeführt werden sollten. In der Nacht zu Freitag, dem 30. Mai trank Reinke an der Bar seines Hotels zwei Glas Bier, und bat den Barkeeper kurz vor 1 Uhr, die Rechnung auf sein Zimmer zu buchen. Die vorgelegte Quittung signierte Reinke anstelle seines eigenen Namens mit „Adolf Hitler“ und sagte „Adolf Hitler wird euch die Rechnung bezahlen“. Der Barkeeper strich den Namen sofort aus und forderte Reinke auf, mit seinem richtigen Namen zu unterschreiben. Reinke leistete dem Folge und gab auf Nachfrage an, er habe einen Witz machen wollen.
Im Verlauf des Freitages musizierte Reinke noch mit Musikstudenten in einem Kibbutz. Der Barkeeper meldete den nächtlichen Vorfall an den Geschäftsführer des Hotels, der eine örtliche Rundfunkstation darüber informierte und Reinke des Hotels verwies.
Am Sonnabendabend demonstrierte eine Gruppe von Überlebenden des Holocaust vor dem Tel Aviv Performing Arts Center, wo die Premierenvorstellung stattfinden sollte gegen Reinke. Einige Demonstranten forderten eine Absage des Gastspiels. Die Orchestermitglieder beriefen eine halbe Stunde vor dem geplanten Beginn auf der Bühne eine Personalversammlung ein. Bei Beginn der Vorstellung verlas der stellvertretende Intendant der Deutschen Oper eine schriftliche Entschuldigung des Generalintendanten Götz Friedrich. Zudem gaben die Musiker über einen Sprecher eine Erklärung ab, in dem sie sich von Reinke als Freund und Kollegen distanzierten und seiner Entlassung zustimmten. Der Dirigent der Aufführung Lawrence Foster sprach dem Orchester öffentlich sein Vertrauen aus. Auf Anweisung der Leitung der Deutschen Oper flog Reinke am Sonntagmorgen nach Deutschland zurück. Zugleich wurde ihm seine Stellung fristlos gekündigt.
In der deutschen Politik löste die Nachricht des Vorfalls eine Kette von Stellungnahmen aus, so durch den Berliner Senator für Wissenschaft, Forschung und Kultur Peter Radunski, den regierenden Bürgermeister Eberhard Diepgen und Bundesaußenminister Klaus Kinkel. Die deutsche Botschaft in Tel Aviv sprach von einem Anschlag auf die deutsch-israelischen Beziehungen und die „Arbeit von zehn Jahren“. Die Boulevardzeitung B. Z. schrieb „Slicha Israel“ („Vergib uns, Israel“) und forderte von Deutschland eine Reaktion wie den Kniefall von Warschau, die Bild-Zeitung nannte ihn einen Prototyp des Unbelehrbaren und „törichter häßlicher Deutscher“.
In einem Interview mit der Zeitung Maariw äußerte Reinke am 3. Juni 1997 Scham für sein „unkontrolliertes“ Verhalten, und bedauerte, Juden in Deutschland und Israel beleidigt und die Beziehungen der Länder belastet zu haben. Er kündigte zudem an, sich bei dem israelischen Staatspräsidenten Ezer Weizman, Radunski und dem Vorsitzenden der Jüdischen Gemeinde Berlin Jerzy Kanal schriftlich zu entschuldigen.
Nach der Rückkehr aus Tel Aviv sprach Friedrich von einem „Prüfstein wie stark letztendlich die Moral unseres Hauses ist“ und bezeichnete den Vorfall einen „dunklen Schatten“ und eine „Narbe“. Der „schlimme, unentschuldbare und skandalöse“ Vorfall sei aber für das Opernhaus „inzwischen doch so etwas geworden wie eine Katharsis“.
Reinke verlor zudem seinen Lehrauftrag an der Berliner Musikhochschule. Ihm wurden eine Reihe geplanter Gastauftritte mit anderen Orchestern gekündigt. In anonymen Briefen wurde ihm empfohlen, aus seinem Wohnort nahe Berlin wegzuziehen. Die Deutsche Orchestervereinigung verweigerte Reinke den Rechtsbeistand und schloss ihn im September 1997 aus.
Der Journalist Jan Fleischhauer porträtierte Reinke in einem Artikel im Spiegel. Reinke galt als politisch links orientiert und hatte sich gegenüber Kollegen zuvor nicht antisemitisch oder fremdenfeindlich geäußert. Er selbst gibt an, am Abend vor dem Vorfall bei einem auswärtigen Abendessen bereits zwei Flaschen Rotwein getrunken zu haben, und beim Genuss der Biere einen Filmriss gehabt zu haben. Die Deutsche Oper argumentierte dagegen, dass Reinke höchstens 1,5 Promille Alkohol im Blut gehabt haben könne, was allgemein nicht als Volltrunkenheit gelte.
Reinkes Klage gegen die fristlose Kündigung durch die Deutsche Oper wies das Arbeitsgericht Berlin am 6. November 1997 zurück.
Seit 1998 ist Reinke als freier Kontrabassist in Berlin und Kairo tätig. Zeitweise war er Solo-Kontrabassist beim Symphonieorchester Kairo. Reinke, dessen Frau 1987 verstorben ist, hat zwei Söhne.

## Literarische Verarbeitung
Den von Reinke in Tel Aviv ausgelöste Zwischenfall hat der Schriftsteller Friedrich Christian Delius in seiner 1999 erschienenen Erzählung Die Flatterzunge aufgegriffen. Diese wurde auch in mehreren deutschen Städten als Theaterversion aufgeführt. Jan Fleischhauer verglich Reinkes Verhalten mit der Hauptfigur des 1981 veröffentlichten Theaterstückes Der Kontrabass von Patrick Süskind, die einen ähnlichen herostratischen Akt begehe.

## Werke

### Tonaufnahmen
- mit Horst Göbel, Klavier: Kontra-Bass. Musik für Kontrabass und Klavier (Schallplatte), mit: Grande allegro in e-Moll von Giovanni Bottesini, Sonata a preghiera von Niccolò Paganini (arrangiert), Sonaten (1979), Fantasien (1980) von Harald Genzmer, Thorofon, Wedemark 1987
- Kontrabass solo (CD), mit: Suite im alten Stil in 6 Sätzen für Kontrabass allein von Hans Fryba, Hommage à J.S. Bach für Kontrabass solo von Julien François Zbinden, Thème varié pour contrebasse solo von Jean Françaix, Rhapsodie von Erich Hartmann, Nessos von Hirotoshi Kihara, Rare classics, 1996
- Bach pro (kontra) Bass (2 CDs) Johann Sebastian Bach: Suiten, bearbeitet für Kontrabass von Gerd Reinke, Rare Classic, 1996
- mit Noriko Shimizu, Klavier: Intervalli bassi. Musik des 20. Jahrhunderts für Kontrabass und Klavier (CD), mit: Sonate von Harald Genzmer, Largo et scherzando von Victor Serventi, Niobe von Hirotoshi Kihara, Sonate von Paul Hindemith, Rare Classic, 1997
- mit Akiko Yamashita, Klavier: Contrabasso scherzando (CD), mit: Introduktion, Thema und Variationen über den Karneval in Venedig von Giovanni Bottesini, Schön Rosmarin von Fritz Kreisler, Zigeunerweisen von Pablo de Sarasate, Strauss – kontra Bass von Bernhard Herting, Hummelflug von Nikolai Rimski-Korsakow, Czardas von Vittorio Monti, Scherzo von Daniel van Goens, Moses-Fantasie, (Introduktion, Thema und Variationen auf der G-Saite über ein Thema von Rossini) von Niccolò Paganini, Colosseum-Schallplatten, Nürnberg 1997
- mit dem Lettischen Philharmonischen Kammerorchester unter Dzintars Jost: Contrabasso classico (CD), mit: Konzert für Kontrabass und Orchester D-Dur von Johann Baptist Vanhal, Konzert für Kontrabass und Orchester A-Dur von Domenico Dragonetti, Konzert für Kontrabass und Orchester Nr. 2 E-Dur von Karl Ditters von Dittersdorf, Rare Classic, 1997
- mit dem Philharmonischen Staatsorchester Moldawien unter Gheorghe Costin: Kontrabass-Konzerte des 20. Jahrhunderts (CD), mit: Konzert für Kontrabass und Orchester op. 3  von Sergei Alexandrowitsch Kussewizki, Konzert für Kontrabass und Orchester (1990) von Günter Neubert, Divertimento concertante per contrabsso e orchestra von Nino Rota, Querstand, Altenburg 1999
- mit Marina Kapitanova (Klavier): Contrabasso cantabile (CD), mit: Meditation von Paul Taffanel, Cantabile von Niccolo Paganini, Rêverie. Elégie. Melodie von Giovanni Bottesini, Romanze von Dmitri Schostakowitsch, Lied ohne Worte op. 109 von Felix Mendelssohn Bartholdy, Vokalise op. 34 Nr. 14 von Sergej Rachmaninow, Kôjô no tsuki von Rentaro Taki, Elégie. Après un rève von Gabriel Fauré, Chanson triste von Sergej Alexandrowitsch Kussewitzki, Querstand, Altenburg 1999
- mit Bruno Maria Brys (Klavier): Rare Accent (CD), mit: Sonata a-moll D.821 von Franz Schubert und J.Brahms: Sonate Nr.1 e-moll Op.38 von Johannes Brahms, Colosseum, 2001
- mit dem Symphonieorchester Kairo unter Ahmed Elsaedi: Romantische Raritäten: Konzerte h-Moll und fis-Moll für Kontrabass und Orchester von Giovanni Bottesini, Air von Johann Sebastian Bach (Bearb. für Kontrabass und Streicher von Giovanni Bottesini), Rare Classic, 2002

### Schriften
- Herausgabe von Giovanni Bottesini: Grande allegro in e-Moll für Kontrabass und Klavier, Edition Peters 1987
- Über das Kontrabassspiel. Instrumentalspezifische Betrachtungen, Ries und Erler, Berlin 1996, ISBN 3-87676-009-7
- Enjoy the Double Bass. Kontrabassschule, Boosey & Hawkes – Bote & Bock, Berlin 2010, (vierteilig, jeweils mit CD):
  - 1: ½. bis 2½. Lage, ISMN 979-0-2025-2313-1
  - 2: 3. bis 5. Lage, ISMN 979-0-2025-2314-8
  - 3: 5½. bis 7. Lage, ISMN 979-0-2025-2315-5
  - 4: Daumenlagen, ISMN 979-0-2025-2316-2

### Bearbeitung für Kontrabass
- Johannes Brahms: Sonate für Violoncello und Klavier, op. 38, Ries und Erler, Berlin 1990
- Carl Flesch: Das Skalensystem. Tonleiterübungen durch alle Dur- und Moll-Tonarten für das tägliche Studium, Ries und Erler, Berlin 1994
- Otakar Ševčík: Bogenstudien, op. 2, Bosworth, London und Bonn 1996